# Punkt przyłączenia do sieci
Punkt przyłączenia do sieci - (ang. network connection point - NCP, grid connection point - GCP, point of common coupling - PCC lub demarcation point - DP) - punkt w sieci elektroenergetycznej albo gazowej, w którym przyłącze (odcinek lub element sieci elektroenergetycznej albo gazowej służący do połączenia urządzeń, instalacji lub sieci podmiotu z siecią przedsiębiorstwa energetycznego) łączy się z siecią. Stanowi umowną granicę odpowiedzialności za urządzenia. 
Punkt przyłączenia jest tożsamy z określeniem miejsce przyłączenia, które według IRiESD rozumiane jest jako punkt w sieci, w którym przyłącze łączy się z siecią.